# Ra Heeduk
Ra Heeduk (* 8. Februar 1966 in Nonsan, Ch'ungch'ŏngnam-do) ist eine südkoreanische Schriftstellerin.

## Leben
Ra Heeduk wurde am 8. Februar 1966 in Nonsan, Provinz Süd-Ch'ungch'ŏng geboren. Sie wuchs in einem Waisenheim auf, in dem ihre Eltern – gläubige Christen – in der Verwaltung arbeiteten. Ra behauptet von sich, die Erfahrung, mit Waisen aufzuwachsen, habe aus ihr ein frühreifes Kind gemacht und sie früh den Unterschied zwischen sich und ihren Spielkameraden begreifen lassen, was ihr ein einzigartiges Weltbild verschaffte.
Es war mehr ein Zufall, der Ras Leben auf die Bahnen der Lyrik lenkte. Gefangen zwischen den religiösen Ideen ihrer Eltern und den Ursachen der Studentenbewegungen, mit denen sie während ihrer Zeit an der Universität konfrontiert wurde, suchte sie Erlösung in der Lyrik.
Ihre dichterische Vorstellungskraft wurzelt in der Lebenskraft und dem Wachstum, die sich in der Mutterschaft und dem Pflanzenleben manifestieren. Ihre frühen Werke durchdringen den Nebel aus Scheinheiligkeit und Widersprüchen, der sich über unser alltägliches Leben legt, und dennoch halten sie eine Stimmung der Vergebung und mütterlichen Wärme aufrecht. In ihren Werken finden sich Mütter wieder, welche viel Elend auf sich nehmen, um ihre Kinder großzuziehen. Die Zärtlichkeit, mit der die Autorin diese komplizierte Welt umarmt, wurzelt in ihrem absoluten Glauben an die Lebenskraft, die dafür sorgt, dass Bäume wachsen und Muttermilch fließt. Sie ist auf der ständigen Suche nach der Quelle dieser Lebenskraft, und um empfänglich für die Dinge zu werden, die ihr die Natur mitteilt, hört sie mit den Augen und sieht mit den Ohren.

## Arbeiten

### Koreanisch
Gedichtsammlungen
- 뿌리에게 Für die Wurzeln (1991)
- 그 말이 잎을 물들였다 Die Worte haben die Blätter gefärbt (1994)
- 그곳이 멀지 않다 Es ist nicht weit entfernt (1997)
- 어두워진다는 것 Das, was dunkler wird (2001)
- 마른 물고기처럼 Wie ein getrockneter Fisch (2002)
- 사라진 손바닥 Die verschwindende Handfläche (2004)
- 누가 울고 간다 Irgendjemand geht weinend (2004)

Essays
- 반통의 물 Pant'ongs Wasser (1999)
- 상상은 겸손한 발걸음이다 Vorstellung ist ein bescheidener Schritt (2003)

Sonstiges
- 조각이불 Steppdecke (2001) – Übersetzung
- 모두 잠이 들어요 Alles schläft ein (2001) – Übersetzung
- 보랏빛은 어디에서 오는가 Woher kommt das Lila? (2003)

### Übersetzungen
Englisch
- What Is Darkening. Jain Pub, 2007, ISBN 978-0-89581-840-9.
- Scale and Stairs. White Pine Pr. 2009, ISBN 978-1-893996-24-3.

## Auszeichnungen
- 2007 – 제22회 소월시문학상 대상 (Sowŏl Literaturpreis für Gedichte)
- 2006 – 제21회 소월시문학상 우수상 (Sowŏl Literaturpreis für Gedichte)
- 2005 – 제17회 이산문학상 (Yi-San-Literaturpreis)
- 2005 – 제01회 일연문학상 (Ilyŏn-Literaturpreis)
- 2003 – 제48회 현대문학상 (Preis für zeitgenössische Literatur)
- 2001 – 오늘의 젊은예술가상 문학부문 (Preis für junge Künstler von heute)
- 2001 – 김달진문학상 (Kim-Tal-jin-Literaturpreis)
- 1998 – 제17회 김수영문학상 (Kim-Su-yŏng-Literaturpreis)